# 1-447
I-447 — серия жилых домов в СССР, разработанная в 1956-1957 годах институтом «Гипрогор». Хрущёвки данной серии строились по всей территории СССР с 1957 года до начала 1970-х годов, а модификации — до конца 1980-х годов.
Дома серии I-447 узнаваемы по наружным стенам, зачастую из необлицованного кирпича, двум рядам двухстворчатых окон в торцевых сторонах (обычно без балконов) и прямоугольному корпусу без угловых секций и выступов.

## Описание

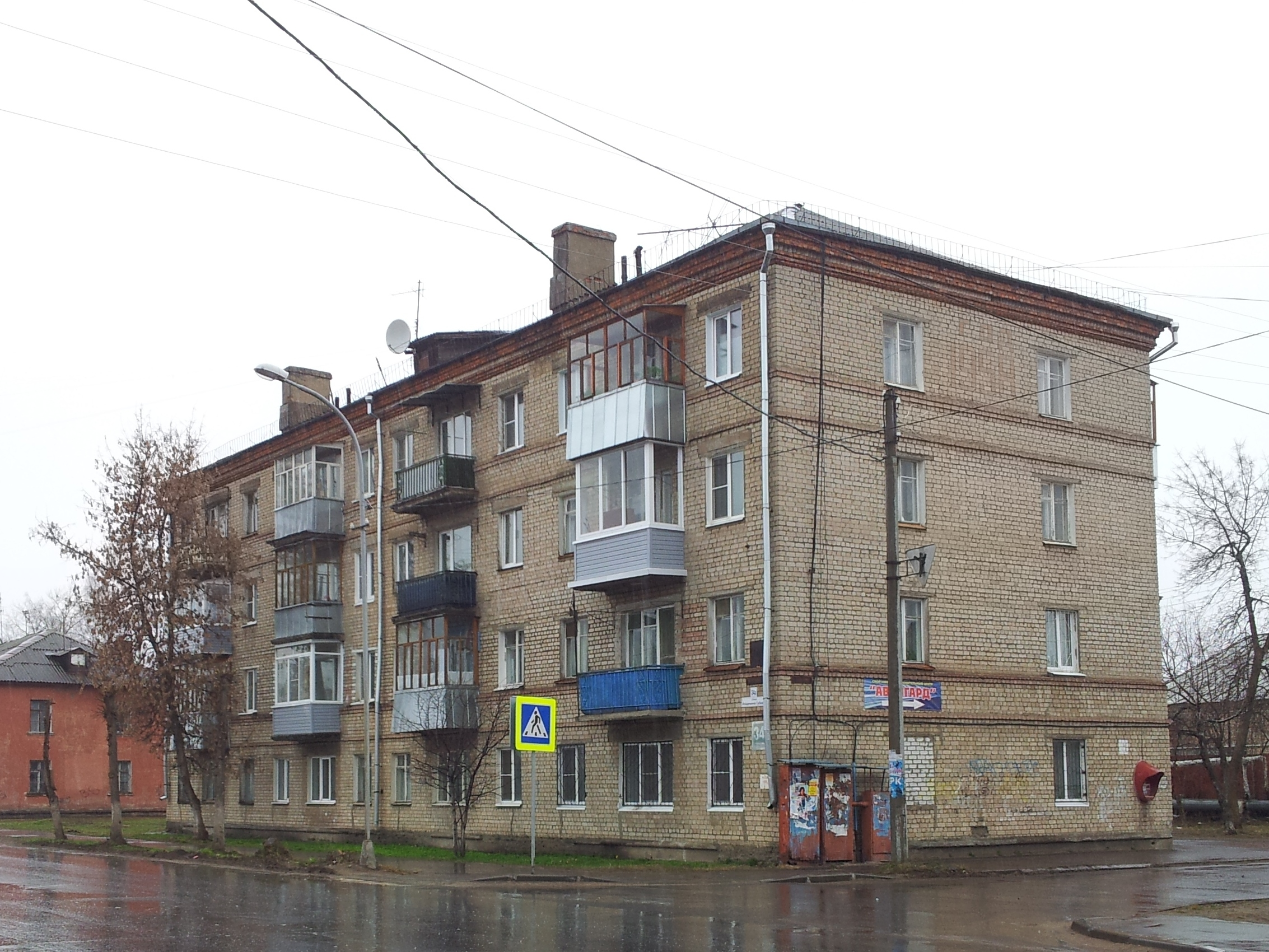
Кирпичный дом серии I-447 в Рыбинске, ранняя модификация без индекса «С». Четырёхэтажный вариант, 1958 год постройки.

### Конструкция
Обычно подъездов 2, 3, 4, 6, реже 5 и 8. Особо редко встречаются 1-подъездные и 7-подъездные дома.
Материал стен — кирпич, чаще всего белый силикатный; существуют дома из красного кирпича. Толщина внешних стен — от 51 до 64 см (2—2,5 кирпича), в зависимости от климатической зоны. Штукатурка в большинстве случаев отсутствует. Некоторые дома покрашены или применено сочетание красного и белого кирпича для декора. Несущие стены — продольные наружные и внутренняя центральная, поперечные межквартирные и стены лестничных клеток.
Перегородки гипсобетонные, толщина — 80 мм; перекрытия — многопустотные железобетонные плиты толщиной 220 мм.
Крыша у большинства домов четырёхскатная, покрыта асбоцементным шифером или кровельным железом. Водостоки — наружные водосточные трубы. Существуют также дома с плоской крышей с битумным покрытием. Высота потолков в ранних модификациях (без индекса «С») составляла 2,70—2,80 метра, в более поздних версиях (с индексом «С») составляла 2,48 метра. Первый этаж, как правило, жилой. Балконы имеются на всех этажах, кроме первого. Однако существуют дома без балконов в угловых квартирах или вообще без балконов (как правило, в 4- и 6-секционных домах (модификации 1-447С-3, 5, 9, 10, 12, 29, 30, 31, 32) отсутствуют балконы в 1-комнатных квартирах, как угловых (1-я и 4-я либо 6-я секции), так и на стыке секций — 2-й и 3-й и, если есть, 4-й и 5-й).

### Коммуникации
Отопление — центральное водяное, холодное водоснабжение — централизованное, канализация — централизованная. Горячее водоснабжение —централизованное или локальное: газовые колонки, а при отсутствии газоснабжения — дровяные водонагреватели (титаны). При локальном горячем водоснабжении в конструкции дома предусмотрены дымоходы, проложенные в поперечных межквартирных стенах и стенах лестничных клеток. Вентиляция — естественная на кухне и в санузле.
Квартиры оснащены ванной и газовой кухонной плитой. В районах без газоснабжения устанавливались дровяные кухонные плиты или электрические (при наличии мощных электросетей).
Лифт и мусоропровод отсутствуют.

### Квартиры
В домах присутствуют одно-, двух- и трёхкомнатные квартиры. На лестничной площадке расположены 4 квартиры. В торцевых секциях набор квартир 3-1-2-1 или 1-2-2-2, в рядовых 3-2-1-3 или 2-3-2-2. Однако во многих домах использованы укороченные рядовые секции, по планировке совпадающие с торцевыми.
| Число комнат | Общая площадь, м² | Жилая площадь, м² | Площадь кухни, м² |
| ------------ | ----------------- | ----------------- | ----------------- |
| 1            | 28-32             | 15-20             | 5-5.6             |
| 2            | 40-45             | 28-34             | 6                 |
| 3            | 51-63             | 39-50             | 6                 |

Комнаты в двухкомнатных квартирах смежные (существуют редкие варианты улучшенной планировки, где две изолированные комнаты), в 3-комнатных две смежных и одна изолированная, но встречаются квартиры, где в трёхкомнатных квартирах все комнаты смежные, как правило, в таких квартирах наименьшая площадь двух комнат. Проходной является самая большая комната (гостиная). Санузел совмещённый в большинстве квартир. Однако существуют и версии домов с раздельными санузлами в двух-трёхкомнатных квартирах, в таких случаях проход в ванную находится на кухне, когда проход в туалет находится в прихожей.

### Преимущества и недостатки
Преимущества:
1. Благодаря стенам из кирпича дома серии 1-447 превосходят по тепло- и шумоизоляции не только панельные хрущёвки, но и более поздние панельные дома советской постройки. Перекрытия из толстых многопустотных плит также обеспечивают лучшую звукоизоляцию по сравнению со сплошными плитами панельных домов.
2. Отсутствие несущих стен внутри квартиры, широкие возможности по перепланировке.
3. Многоскатная жёсткая кровля имеет более длительный срок службы (30—50 лет), чем плоская мягкая в панельных хрущёвках и более поздних домах (10—15 лет). Наличие чердака и покрытие светоотражающими материалами (светлый шифер, оцинкованный металл) не позволяют крыше перегреваться летом, поэтому на последних этажах домов относительно прохладно.
4. По сравнению с другими сериями хрущёвок — практически везде присутствуют балконы.
5. Наличие достаточно крупных кладовок.
6. Жилые дома серии 1-447, как правило, находятся в районах «срединного пояса» городов с хорошо развитой инфраструктурой и транспортной доступностью.
7. Срок службы домов серии 1-447 значительно превышает срок службы панельных домов (включая хрущёвские) и составляет не менее 100 лет.

Недостатки:
1. Смежные комнаты в двух- и трёхкомнатных квартирах.
2. Тесная прихожая.
3. Совмещённый санузел (не во всех квартирах). При этом в санузле можно разместить стиральную машину малой глубины.
4. Как и у всех хрущёвок — малый размер кухни.
5. Очень маленькие лестничные площадки даже по сравнению с некоторыми сериями хрущёвок.
6. Большинство квартир выходят на одну сторону света.
7. Дефицит трёхкомнатных квартир. Во многих домах серии использованы укороченные рядовые секции, в которых отсутствуют трёхкомнатные квартиры.

## Модификации
На основе серии домов 1-447 возникло несколько десятков модификаций — от серий 1-447С-1 до 1-447С-54. Изменения коснулись, в первую очередь, этажности, оснащения лифтами и обновления наружных стен.
Модификации 1-447С-1…16 и 1Р-447С-29…32 — относятся к хрущёвкам и являются ещё «первым поколением» кирпичных домов 1-447, как и стандартные модификации 1-447 без индекса «С».
На основе серии 1-447С была разработана серия 114-85.

### 1-447С-33…40, 1-447С-43
«Второе поколение» кирпичных пятиэтажных домов серии 1-447. Дома этих модификаций представляют собой дома «переходной» архитектуры от хрущёвок к брежневкам. Строились с 1964 года до начала 1980-х годов.
1-447С-33: пятиэтажный четырёхподъездный жилой дом на 70 квартир с тремя однокомнатными квартирами в торцевых секциях (в исходном проекте);
1-447С-34: пятиэтажный четырёхподъездный жилой дом на 70 одно- и двухкомнатных квартир (в исходном проекте), на главном фасаде — 6 балконов на этаже в двух группах из 3 балконов с одним окном между ними, между группами — 2 окна;
1-447С-35: пятиэтажный четырёхподъездный жилой дом на 80 одно- и двухкомнатных квартир (в исходном проекте) и спаренными балконами на обоих фасадах;
1-447С-36: пятиэтажный двухподъездный жилой дом на 40 квартир с составом квартир 3-2-2-2 или 3-1-3-2 на этаже в каждой секции (в исходном проекте);
1-447С-37: пятиэтажный четырёхподъездный жилой дом на 70 квартир с четырёхкомнатными квартирами с торцевых секциях (состав квартир 4-3-3-1) и с тремя двухкомнатными квартирами на этаже в средних (в исходном проекте);
1-447С-38: пятиэтажный шестиподъездный жилой дом на 100 квартир (в исходном проекте), торцевые секции аналогичны 1-447С-36;
1-447С-39: пятиэтажный восьмиподъездный жилой дом на 129 квартир (в исходном проекте), торцевые секции аналогичны 1-447С-37. Количество квартир (129 вместо 130) объясняется обязательным наличие сквозного прохода через дом в длинных домах;
1-447С-40: пятиэтажный четырёхподъездный жилой дом на 70 квартир (в исходном проекте), торцевые секции аналогичны 1-447С-36 и −38, в средних секциях состав квартир 2-1-3 вместо 2-2-2 в −37. Внешнее отличие −40 от −37 — в количестве окон от торца до крайнего подъезда: 3 у −37 и 2 у −40;
1-447С-43: пятиэтажный четырёхподъездный жилой дом на 56 квартир с нежилым первым этажом (в исходном проекте), торцевые секции аналогичны 1-447С-37, средние секции аналогичны 1-447С-40 (состав квартир 2-1-3 вместо 2-2-2 у −37). Внешне сходен с 1-447С-37, но имеет отличия в окнах посередине главного фасада (у −37 посередине два широких окна, в −43 два узких между широкими, аналогично и у −40). Существует версия без балконов на главном фасаде и в торцах, при этом окна в торцах разной ширины — окно со сторон дворового фасада шире, а в торцевых квартирах со стороны двора балкон находится не в торце, а на дворовом фасаде у торца;
Дома данных серий можно узнать по расположенным рядом парам балконов на торцах здания и со стороны входов в подъезд. Трёхстворчатые окна на первых этажах с торца обычно не имеют балконов. В различных секциях может быть 3 или 4 квартиры на лестничной площадке, в последнем случае площадка больше.
В домах появились четырёхкомнатные квартиры, 2-комнатные и 3-комнатные квартиры с ориентацией на 2 стороны дома («распашонка»). Сокращено количество смежных комнат. Во всех квартирах, кроме однокомнатных, появились раздельные санузлы с продольно ориентированной ванной, при этом кухня стала несколько меньше. Отличительный признак — скошенная стена между санузлом и прихожей для увеличения площади последней.

### 1-447С-47, 1-447С-48, 1-447С-49

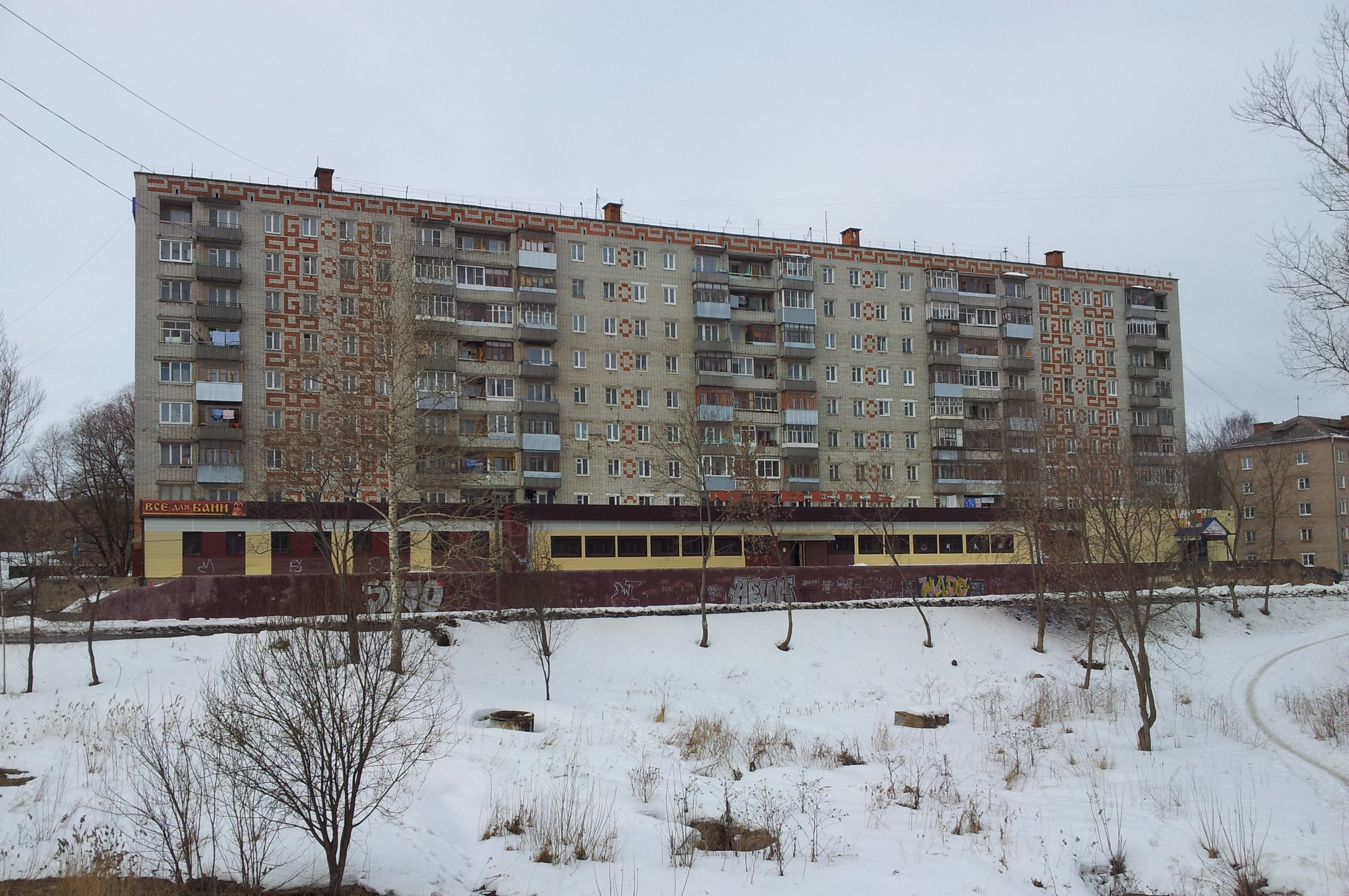
9-этажный четырёхсекционный жилой дом серии I-447С-47 в Рыбинске

Девятиэтажный жилой дом многосекционного типа. Чаще всего состоит из 4 или 6 секций, однако существуют варианты с иным числом секций — от 2 до 10 (двухсекционный из левой и правой торцевых секций — предположительно 1-447С-58). Дом оснащён пассажирским лифтом и мусоропроводом. Годы постройки с конца 1960-х годов до середины 1980-х.
В доме имеются 2, 3, реже 1 и 4-комнатные квартиры. На лестничной площадке 4 квартиры, стандартный набор 3-2-2-3, реже 4-1-2-3 (в основном в торцевых секциях). В 2-комнатных комнаты изолированные, в 3-комнатных 2 смежных (проходная гостиная), в 4-комнатных, в зависимости от модификации, могут быть 2 смежные или все раздельные. Санузел раздельный с продольным расположением ванны, кроме 1-комнатных квартир.
Площадь квартир составляет 31-33 м2 для однокомнатных, 44-47 м2 для двухкомнатных, 56-59 м2 для трёхкомнатных, 69-70 м2 для четырёхкомнатных. Площадь кухни от 5,6 м2 в ранних домах до 7,3 м2 в последних.
2-комнатные квартиры имеют балкон, 3-комнатные — утопленные в фасад лоджии. Торцевые секции имеют дополнительную лоджию на торце дома, которая утоплена в фасад (1-447С-48) или выступает из него.

### 1Р-447С-25
Девятиэтажный односекционный жилой дом на 54 квартиры. Данная модификация строилась с 1965 года до середины 1980-х годов. Существуют варианты со сблокированными секциями. Дом оборудован пассажирским лифтом и мусоропроводом. Лестнично-лифтовой узел располагается в центре дома, от него в противоположные стороны отходят два коридора, каждый из которых содержит входы в три квартиры. В левом коридоре расположены мусоропровод, в некоторых домах — дополнительная эвакуационная лестница.
На лестничной площадке дома 6 квартир: две однокомнатные с окнами во двор и балконами, однокомнатная и двухкомнатная с окнами и лоджиями на основном фасаде. В торцах здания расположены трёхкомнатные квартиры с лоджиями на основном фасаде и окнами на три стороны. Площадь квартир составляет 31-33 м2 для однокомнатных, 43-45 м2 для двухкомнатной, 60-62 м2 для трёхкомнатных. Все комнаты в квартирах изолированные. Санузел в однокомнатных — совмещённый, в двух- и трёхкомнатных — раздельный с поперечным расположением ванны.

### 1Р-447С-26

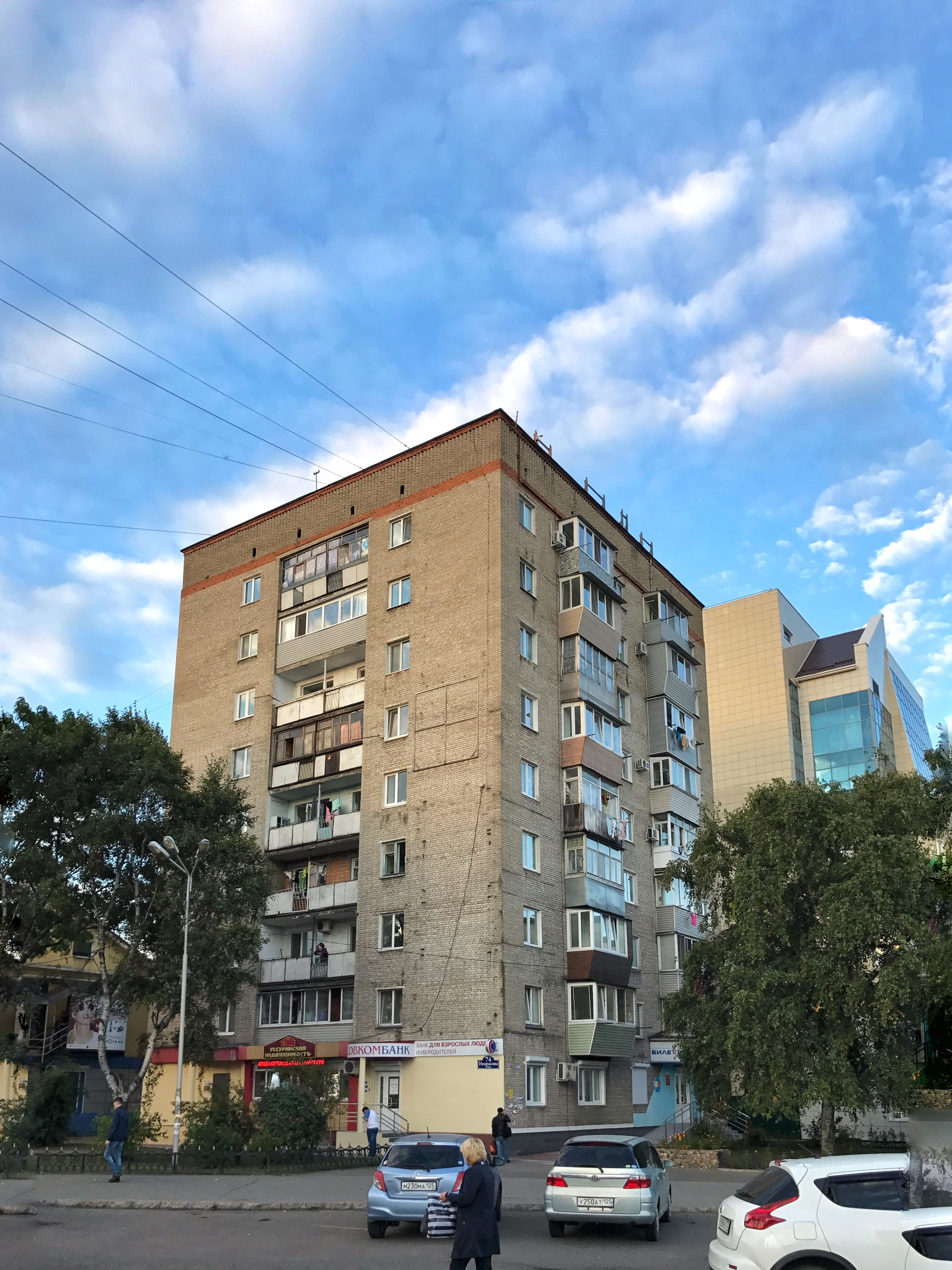
Жилой дом по проекту 1Р-447С-26 в Уссурийске

Девятиэтажный жилой дом башенного типа на 54 квартиры. Строилась данная серия с 1965 года до начала 1980-х годов. На лестничной площадке 6 квартир: в середине две 1-комнатных, на стороне подъездных окон — две 2-комнатных, напротив — 2-комнатная и 3-комнатная. Дом оборудован пассажирским лифтом и мусоропроводом. Однокомнатные квартиры имеют широкие лоджии, двух- и трёхкомнатные — балконы. Санузел в однокомнатных — совмещённый, в двух- и трёхкомнатных — раздельный с поперечным расположением ванны. В 3-комнатной и соседней 2-комнатной имеются смежные комнаты, в однушке раздельные.

### 1-447С-41, −42, −51
Одноподъездный (башенный) девятиэтажный кирпичный жилой дом на 36 или 54 квартиры (в исходном проекта) с составом квартир 3-3-3-4 или 2-1-2-1-1-2 на этаже.

### 1-447C-44, −45
«Третье поколение» кирпичных пятиэтажных домов серии 1-447. Дома этих модификаций предназначались для малосемейных, состоят из двух секций и имеют 120 квартир, большинство квартир в данных домах однокомнатные.
Здания проектов 1-447С-44 и −45 внешне отличаются тем, что проект 1-447С-44 имеет стандартную прямоугольную форму, а в проекте 1-447С-45 секции выполнены со сдвигом. Строились дома этих модификаций с конца 1960-х годов до 1987 года.

### 12-этажные башни
Двенадцатиэтажные точечные дома серии 1-447С по внешнему облику очень похожи на ленинградскую типовую серию Щ-5416 и, вероятно, были разработаны на её основе. Как и Щ-5416, дома серии 1-447С имеют три расположенные подряд лоджии на фасаде, утопленную лоджию на торце и угловые балконы, но построен в «зеркальном» отображении (три лоджии находятся не слева, а справа). В отличие от Щ-5416, дома серии 1-447С имеют одну лестничную клетку, отделённую от площадки незадымляемым балконом.
Подъезд дома оборудован двумя лифтами — пассажирским и грузопассажирским — и мусоропроводом. На площадке расположено 7 квартир. Набор квартир 2-2-1-1-3-2-2. Все комнаты в квартирах изолированные. Санузел в трёхкомнатной квартире раздельный с поперечным расположением ванны и местом для установки стиральной машины, в остальных квартирах совмещённый или изолированный с продольным расположением ванны. Площадь однокомнатных квартир 35-36 м2, двухкомнатных 45-48 м2, трёхкомнатной 58 м2. Площадь кухни — 8,5 м2. Четыре квартиры (две двухкомнатных и две однокомнатных) оборудованы широкими лоджиями, остальные — балконами.

### 1-447С-17
Серия пятиэтажных домов с квартирами гостиничного типа. Строилась с начала 1960-х годов по середину 1970-х годов.
Дома этой серии имеют три подъезда, не имеют балконов, обычно на торце присутствует с краю один ряд больших окон, но иногда помимо него бывает ряд маленьких окон по центру торца. Иногда такие дома соединены одноэтажным помещением между ними, через которое можно было пройти в корпуса, но зачастую эти проходы заделывались.

### 1-447С-18, −19, −20
Проекты общежитий с покомнатным расселением.
1-447С-18: двухтажное здание на 98 персон, с одним лестничным узлом;
1-447С-19: трёхэтажное здание на 172 персоны, с двумя лестничными узлами;
1-447С-20: пятиэтажное здание на 294 персоны, с двумя лестничными узлами.
Строились с конца 1950-х по конец 1970-х годов.

### 1-447С-53, −53/73
Пятиэтажное общежитие с покомнатным расселением на 360 персон с двумя входами с лестницами в торцах и лоджиями в общих помещениях и общими санузлами. Годы строительства: 1970—1988.

### 1-447С-54, −54/73
Девяти-двенадцатиэтажное общежитие с 15 жилыми комнатами, одним подъездом и 4 общими кухнями на этаже. Годы строительства: 1970—1977.